# Monanthes
Monanthes ist eine Gattung sukkulenter Pflanzen der Subtropen in der Familie der Dickblattgewächse (Crassulaceae). Der botanische Name der Gattung leitet sich von den griechischen Worten mono- für ‚ein‘, ‚einzeln‘ sowie anthos für ‚Blüte‘ ab und verweist auf die wenigblütigen Blütenstände.

## Beschreibung

### Vegetative Merkmale
Die Arten der Gattung Monanthes sind ausdauernde oder einjährige krautige Pflanzen oder Halbsträucher. Sie sind kahl oder drüsenhaarig und mit Blasenzellen bedeckt. Ihre Wurzeln sind faserig. Die wechselständig oder kreuzgegenständig angeordneten Laubblätter stehen in lockeren, kompakten oder sehr dichten Rosetten zusammen oder an verlängerten Internodien. Die einfachen Laubblätter sind ganzrandig und sukkulent. Ihre Blattspreite ist eiförmig, elliptisch oder verkehrt eiförmig. Die Blattspitze ist spitz, gerundet oder gestutzt. Die unterschiedlich rot gemusterte Blattoberfläche ist kahl oder drüsenhaarig und gelegentlich an der Spitze auffällig papillös.

### Blütenstände und Blüten
Der Blütenstand erscheint entweder endständig aus der Rosettenmitte oder den Triebspitzen, oder als seitlicher, hinfälliger Blütentrieb. Er bildet eine reduzierte Rispe mit ein bis drei (selten bis zu fünf) gleichmäßig oder basal verzweigten, wickeligen Zymen, die drei bis acht (selten eine oder zwei) Blüten tragen. Ihr fadendünner, drüsenhaariger oder verkahlender Blütenstiel ist unterschiedlich von hellgrün bis violettbraun gefärbt. Die obdiplostemonen Blüten sind sechs- bis achtzählig (selten fünf- oder neunzählig) und erreichen einen Durchmesser von 2 bis 6 Millimeter. Ihre grünen und unterschiedlich rot gefleckten Kelchblätter sind fleischig und hängen an ihrer Basis leicht zusammen. Sie sind eiförmig, spitz zulaufend, selten spitz und an ihrer Außenseite meist drüsenhaarig und papillös. Die ausgebreiteten oder leicht zurückgebogenen Kronblätter sind schmal länglich oder länglich und manchmal im oberen Teil verbreitert. Sie sind spitz oder spitz zulaufend und teilweise dornenspitzig. Auf der Außenseite der Kronblätter sowie gelegentlich entlang der Ränder befinden sich drüsige Haare. Die Kronblätter sind hellgelb gefärbt und unterschiedlich rot gestreift. Es sind doppelt so viele Staubblättern wie Kronblätter vorhanden. Die freien Staubfäden sind hellgelb bis hellrot. Die episepale Staubfäden sind aufrecht und etwas kürzer als die epipetalen Staubfäden, die von den Nektarschüppchen niedergedrückt werden. Die kugelförmig-zylindrischen, latrorsen Staubbeutel sind vor ihrem Aufreißen unterschiedlich von gelblich weiß bis violettbraun gefärbt. Die auffällig vergrößerten, hellgelben bis dunkelroten Nektarschüppchen sind normalerweise etwas zweilappig oder fächerförmig. Sie sind an ihrer Spitze gestutzt oder verkehrt herzförmig, ausgefranst, winzig gekerbt oder gezähnt. Es sind so viele Fruchtblätter wie Kronblätter vorhanden. Sie sind an ihrer Basis in die Blütenachse eingesenkt und oft mit einigen kurzen, zerstreuten, drüsigen Haaren besetzt. Die Fruchtblätter sind papillös oder glatt. Sie sind gelbgrün und unterschiedlich rot gefleckt.

### Früchte und Samen
Die aufrechten Balgfrüchte öffnen sich entlang ihrer Bauchnaht. Einige brechen quer ab. Die Balgfrüchte enthalten fast glatte oder deutlich warzige bis gerippte Samen.

## Verbreitung und Systematik
Die Gattung Monanthes ist auf den Kanarischen Inseln sowie den Selvagens-Inseln verbreitet.
Die Erstbeschreibung der Gattung durch Adrian Hardy Haworth wurde 1821 veröffentlicht. Ein Synonym der Gattung ist Petrophyes Webb & Berthel. (1841, nom. illeg. ICBN-Artikel 52.1).

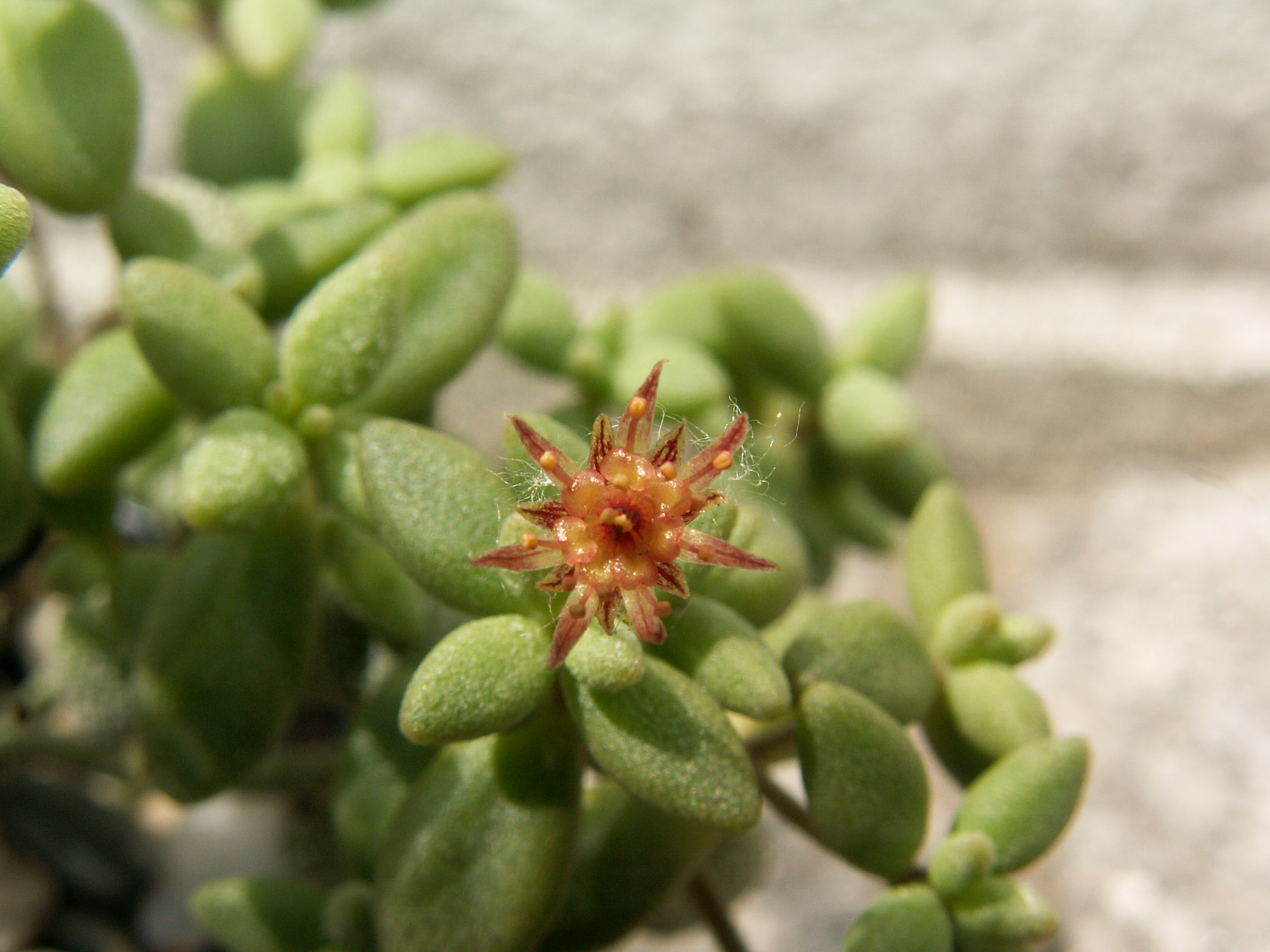
Monanthes laxiflora

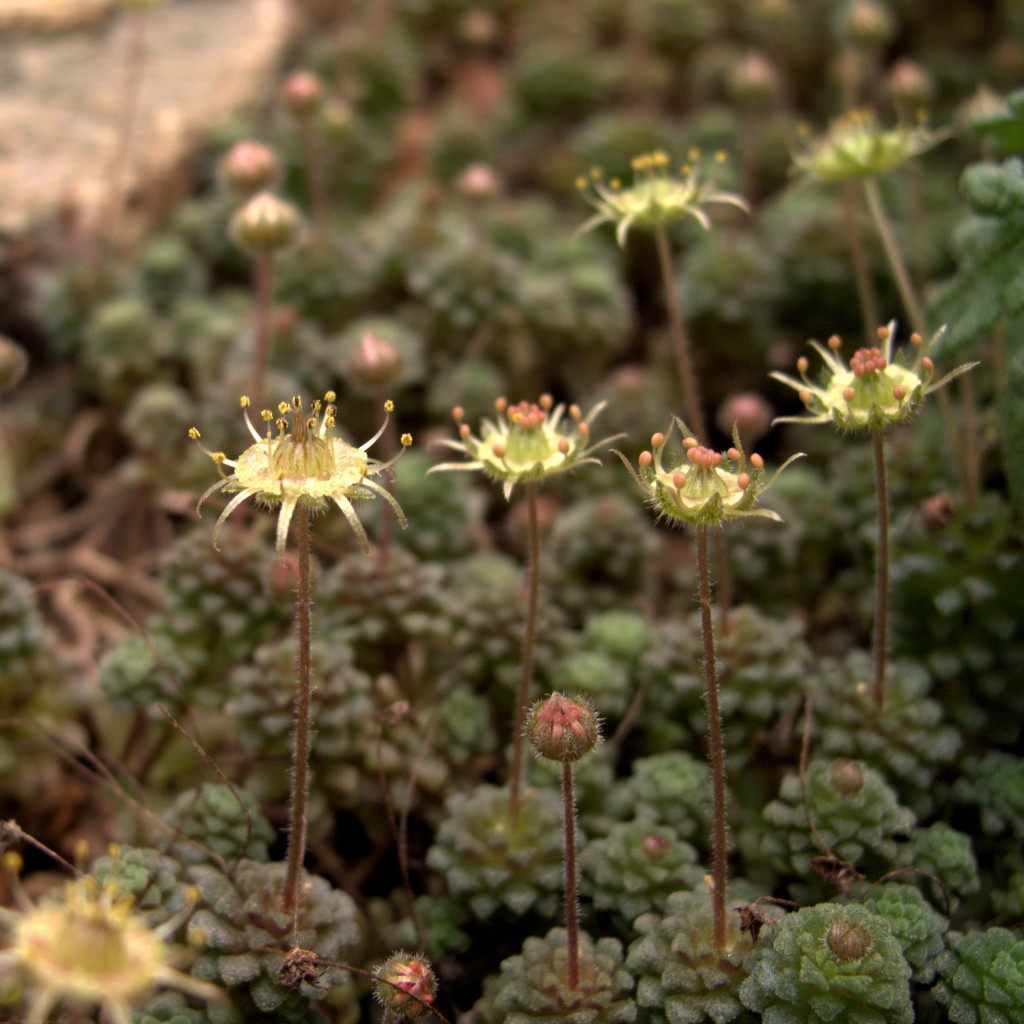
Monanthes pallens

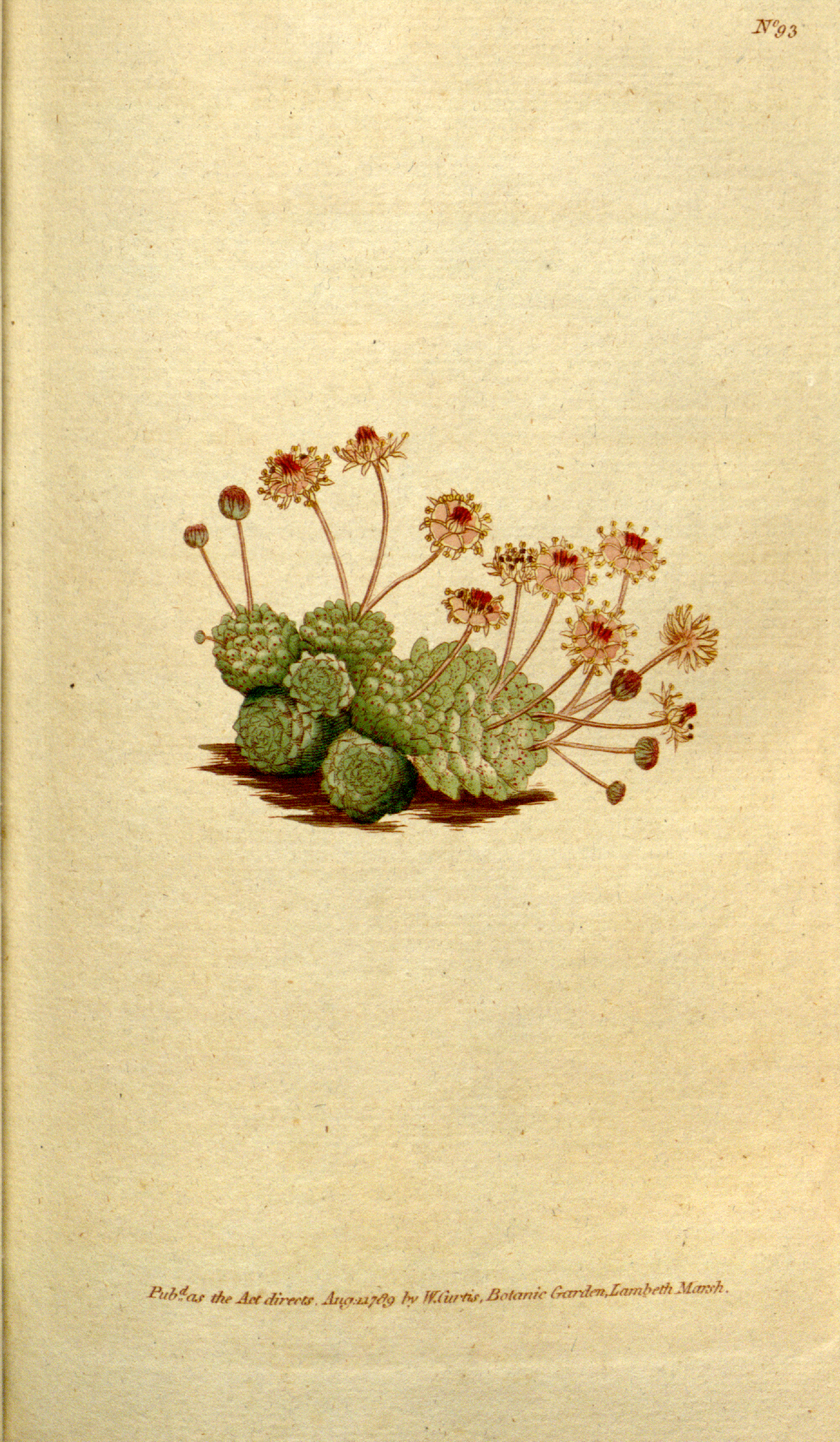
Monanthes polyphylla, Illustration

### Arten
1992 wurde die Gattung einer Revision durch Reto Nyffeler unterzogen.  Die Gattung Monanthes gliedert sich in folgende vier Sektionen:
- Sektion Monanthes: beinhaltet ausdauernde und dicht verzweigte Rosettenpflanzen oder kleine Zwergsträucher
  - Monanthes muralis (Webb ex Bolle) Hook.f.
  - Monanthes polyphylla Haw.
    - Monanthes polyphylla subsp. amydros R.Nyffeler
    - Monanthes polyphylla subsp. polyphylla

- Sektion Sedoideae Svent. ex Nyffeler: beinhaltet ausdauernde und diffus verzweigte Kleinsträucher
  - Monanthes anagensis Praeger
  - Monanthes laxiflora (DC.) Bolle ex Bornm.
  - Monanthes subrosulata Bañares & A.Acev.-Rodr.. Diese 2013 neubeschriebene Art kommt in La Palma vor.[5]

- Sektion Petrophyllae P.V.Heath: beinhaltet ausdauernde einzelne oder teilweise sprossende Rosettenpflanzen
  - Monanthes brachycaulos (Webb & Berthel.) Lowe
  - Monanthes lowei (Paiva) P.Pérez & Acebes
  - Monanthes minima (Bolle) Christ
    - Monanthes minima subsp. minima
    - Monanthes minima subsp. adenoscepes (Svent.) Bañares[6]

  - Monanthes pallens (Webb) Christ

- Sektion Annuae Sventenius: beinhaltet einjährige Kräuter
  - Monanthes icterica (Webb ex Bolle) Christ

### Hybriden
In Kultur sehr verbreitet sind eine Vielzahl von Hybriden. Folgende Hybriden wurden bisher beschrieben:
- Monanthes × anagiflora Bramwell & G.D.Rowley
- Monanthes × burchardii Bramwell & G.D.Rowley
- Monanthes × chamorgensis Bañares
- Monanthes × elizaberhae Bañares
- Monanthes × filifolia Bañares[8]
- Monanthes × gomerensis Bañares
- Monanthes × hybrida Bramwell & G.D.Rowley
- Monanthes × intermedia Bramwell & G.D.Rowley
- Monanthes × isabellae Bañares
- Monanthes × polycaulis Bramwell & G.D.Rowley
- Monanthes × pumila Bramwell & G.D.Rowley
- Monanthes × silophylla Bramwell & G.D.Rowley
- Monanthes × subglabrata Bañares[9]
- Monanthes × sventenii Bramwell & G.D.Rowley
- Monanthes × chamorgensis Bañares